# Mit Haut und Haar
Mit Haut und Haar (do alemão, Com pele e cabelo) é o terceiro álbum de estúdio da banda Jennifer Rostock.Conseguiu obter o 4º lugar nas paradas musicais da Alemanha, 7º na Áustria  e 58º na Suíça.
Todas as músicas que compõem a versão original foram gravadas no Estados Unidos da América no perído que compreende entre final de dezembro de 2010 até final de fevereiro de 2011, em um total de 7 semanas.Com exceção da faixa 10 "Meine Bessere Hälfte" que foi gravada na Alemanha.No ano de 2011 foram mais uma vez, representantes do estado de Mecklemburgo-Pomerânia Ocidental no Bundesvision Song Contest com a música Ich kann nicht mehr, obtendo o oitavo lugar.
Conta até então com 2 Singles : "Mein Mikrofon" e "Ich kann nicht mehr".Além de 5 vídeos oficiais das músicas : "Es war nicht alles Schlecht","Mein Mikrofon","Der Kapitän","Ich kann nicht mehr"e "Hier werd ich nicht alt".

## Faixas
| N.º            | Título                                                                    | Compositor(es)                         | Duração |  |
| 1.             | "Der Kapitän"                                                             | Jennifer Weist, Johannes Walter Müller | 2:36    |  |
| 2.             | "Es war nicht alles schlecht" (feat. Nico , de War From A Harlot's Mouth) | Jennifer Weist, Johannes Walter Müller | 4:14    |  |
| 3.             | "Mein Mikrofon"                                                           | Jennifer Weist, Johannes Walter Müller | 3:07    |  |
| 4.             | "Ich kann nicht mehr"                                                     | Jennifer Weist, Johannes Walter Müller | 3:19    |  |
| 5.             | "Lügen haben schönen Beine"                                               | Jennifer Weist, Johannes Walter Müller | 2:41    |  |
| 6.             | "Fuchsteufelwild"                                                         | Jennifer Weist, Johannes Walter Müller | 1:46    |  |
| 7.             | "Insekten im Eis"                                                         | Jennifer Weist, Johannes Walter Müller | 3:49    |  |
| 8.             | "Mach dich aus dem Staub"                                                 | Jennifer Weist, Johannes Walter Müller | 3:24    |  |
| 9.             | "Wasser bis zum Hals"                                                     | Jennifer Weist, Johannes Walter Müller | 2:53    |  |
| 10.            | "Meine bessere Hälfte"                                                    | Jennifer Weist, Johannes Walter Müller | 3:09    |  |
| 11.            | "Der Horizont"                                                            | Jennifer Weist, Johannes Walter Müller | 3:50    |  |
| 12.            | "Zwischen Laken und Lügen"                                                | Jennifer Weist, Johannes Walter Müller | 3:54    |  |
| 13.            | "Hier werd ich nicht alt"                                                 | Jennifer Weist, Johannes Walter Müller | 3:39    |  |
| Duração total: | Duração total:                                                            | Duração total:                         | 42:21   |  |

## Faixas Promocionais
Foi disponibilizado sob quantidade limitada pela banda, além do álbum as faixas extras : "3 Milionen Schatten","Stur" e "Das Schiff versinkt" e três remixes exclusivos da música "Mein Mikrofon".
| N.º | Título                | Compositor(es)                         | Duração |  |
| 14. | "3 Milionen Schatten" | Jennifer Weist, Johannes Walter Müller | 3:10    |  |
| 15. | "Stur"                | Jennifer Weist, Johannes Walter Müller | 2:46    |  |
| 16. | "Das Schiff versinkt" | Jennifer Weist, Johannes Walter Müller | 3:02    |  |

## Vídeos
Além dos vídeos de Mein Mikrofon e Ich kann nicht mehr.Foram feitos vídeo de "Es war nicht alles schlecht","Der Kapitän" e "Hier werd ich nicht alt"

### Es war nicht alles schlecht
Es war nicht alles schlecht (do alemão, Nem tudo foi ruim) é o primeiro vídeo do álbum Mit Haut und Haar lançado em 29 de Abril de 2011, com participação de Nico de War from a Harlots Mouth. O vídeo é a faixa 7 do single de Mein Mikrofon.
No vídeo mostra o período em que a banda estava gravando o álbum "Mit Haut und Haar", também mostra a banda cantando a música ao vivo com a participação de Nico.

### Der Kapitän
Der Kapitän (do alemão, o Capitão) é o terceiro vídeo do álbum Mit Haut und Haar lançado em 14 de Julho de 2011.
A banda está em parte em um Pedalinho, Jennifer e Joe, enquanto Alex, Christopher e Baku estão em um barco. Estão navegando por um rio em Berlim. Em outra parte estão em uma festa. Termina o vídeo mostrando cada integrante da banda com o chapéu de capitão.

### Hier werd ich nicht alt
Hier werd ich nicht alt (do alemão, Aqui não irei envelhecer) é o quinto vídeo do álbum  Mit Haut und Haar lançado em 24 de Novembro de 2011.
O vídeo começa mostrando um trem chegando e partindo em uma estação. A banda começa a tocar.Mostra alguns prédios em uma cidade e em seguida a banda passeando por uma localidade. Mostrando o interior e as localidades em volta de uma estação de trem a noite. No final do vídeo Jennifer sai da estação e mostra uma visão de um trem deixando a estação.